# Maria-da-restinga
Maria-da-restinga (nome científico: Phylloscartes kronei) é uma espécie de ave da família dos tiranídeos. É uma espécie endêmica do Brasil, encontrada na região Sul do país.